# Ђарони (Белуно)
Ђарони (итал. Giaroni) је насеље у Италији у округу Белуно, региону Венето.
Према процени из 2011. у насељу је живело 69 становника. Насеље се налази на надморској висини од 290 м.